# 何金明
何金明（葡萄牙語：Ho Kam Meng），前澳門律師公會註冊律師。2024年因捲入何超明案和江志案而被控參與黑社會罪及貪污罪，律師資格亦被中止。

## 個人簡歷

### 捲江志案
何金明是前助理檢察長江志原代表律師之一。2024年，何金明被控涉嫌與前檢察長何超明和助理檢察長江志建立秘密聯繫而被羈押，葡文電台報道稱何金明被指控參與黑社會罪及貪污罪。律師公會理事會主席黃顯輝表示有關註冊律師的身份及職務在2024年9月已暫定。